# Goodbye Yellow Brick Road
A Goodbye Yellow Brick Road Elton John hetedik (dupla) nagylemeze 1973-ból. Elton John legjobb és legkedveltebb albumának tartják; ez a legeladottabb lemeze, 31 millió eladott példánnyal.
A Rolling Stone magazin Minden idők 500 legjobb albuma listáján a 91. lett. Szerepel az 1001 lemez, amit hallanod kell, mielőtt meghalsz című könyvben.

## Az album dalai
| 1. | Funeral for a Friend/Love Lies Bleeding | Elton John, Bernie Taupin | 11:08 |
| 2. | Candle in the Wind                      | John, Taupin              | 3:41  |
| 3. | Bennie and the Jets                     | John, Taupin              | 5:23  |

| 1. | Goodbye Yellow Brick Road | John, Taupin | 3:14 |
| 2. | This Song Has No Title    | John, Taupin | 2:23 |
| 3. | Grey Seal                 | John, Taupin | 3:58 |
| 4. | Jamaica Jerk-Off          | John, Taupin | 3:39 |
| 5. | I've Seen That Movie Too  | John, Taupin | 5:59 |

| 1. | Sweet Painted Lady                   | John, Taupin | 3:52 |
| 2. | The Ballad of Danny Bailey (1909-34) | John, Taupin | 4:24 |
| 3. | Dirty Little Girl                    | John, Taupin | 5:01 |
| 4. | All the Girls Love Alice             | John, Taupin | 5:08 |

| 1. | Your Sister Can't Twist (But She Can Rock 'n Roll) | John, Taupin | 2:42 |
| 2. | Saturday Night's Alright for Fighting              | John, Taupin | 4:54 |
| 3. | Roy Rogers                                         | John, Taupin | 4:08 |
| 4. | Social Disease                                     | John, Taupin | 3:44 |
| 5. | Harmony                                            | John, Taupin | 2:45 |

## Helyezések

### Album
| Év   | Lista                                 | Helyezés |
| ---- | ------------------------------------- | -------- |
| 1973 | Brit albumlista                       | 1        |
| 1973 | Billboard 200                         | 1        |
| 1974 | Ausztrál Kent Music Report albumlista | 1        |
| 1987 | Billboard Top Pop Albums              | 1        |

### Kislemezek
| Év   | Kislemez                              | B-oldal                                       | Lista                        | Helyezés |
| ---- | ------------------------------------- | --------------------------------------------- | ---------------------------- | -------- |
| 1973 | Goodbye Yellow Brick Road             | Screw You (Young Man's Blues)                 | Brit kislemezlista           | 6        |
| 1973 | Goodbye Yellow Brick Road             | Screw You (Young Man's Blues)                 | Billboard Adult Contemporary | 7        |
| 1973 | Goodbye Yellow Brick Road             | Screw You (Young Man's Blues)                 | Billboard Pop Singles        | 2        |
| 1973 | Saturday Night's Alright for Fighting | Jack Rabbit                                   | Brit kislemezlista           | 7        |
| 1974 | Saturday Night's Alright for Fighting | Whenever You're Ready (We'll Go Steady Again) | Billboard Pop Singles        | 12       |
| 1974 | Bennie and the Jets                   | Harmony                                       | Billboard Hot 100            | 1        |
| 1974 | Candle In The Wind                    |                                               | Brit kislemezlista           | 11       |
| 1987 | Candle In The Wind                    |                                               | Billboard Hot 100            | 6        |

## Közreműködők
- Funeral for a Friend
  - Elton John – zongora
  - Dee Murray – basszusgitár
  - Davey Johnstone – elektromos gitár
  - Nigel Olsson – dob
  - David Hentschel – A.R.P. szintetizátor
- Love Lies Bleeding
  - Elton John – ének, zongora
  - Dee Murray – basszusgitár, háttérvokál
  - Davey Johnstone – elektromos gitár, háttérvokál
  - Nigel Olsson – dob, háttérvokál
  - David Hentschel – A.R.P. szintetizátor
- Candle in the Wind
  - Elton John – ének, zongora
  - Dee Murray – basszusgitár, háttérvokál
  - Davey Johnstone – elektromos gitár, háttérvokál
  - Nigel Olsson – dob, háttérvokál
- Bennie and the Jets
  - Elton John – ének, zongora, orgona
  - Dee Murray – basszusgitár
  - Davey Johnstone – akusztikus, elektromos gitár
  - Nigel Olsson – dob
- Goodbye Yellow Brick Road
  - Elton John – ének, zongora
  - Dee Murray – basszusgitár, háttérvokál
  - Davey Johnstone – Leslie gitár, háttérvokál
  - Nigel Olsson – dob, háttérvokál
  - Del Newman – hangszerelés
- This Song Has No Title
  - Elton John – ének, Farfisa orgona, elektromos zongora, mellotron, zongora
- Grey Seal
  - Elton John – ének, zongora, mellotron, elektromos zongora
  - Dee Murray – basszusgitár
  - Davey Johnstone – elektromos gitár
  - Nigel Olsson – dob, konga
- Jamaica Jerk-Off
  - Elton John – ének, orgona
  - Dee Murray – basszusgitár
  - Davey Johnstone – elektromos gitár
  - Nigel Olsson – dob
  - Prince Rhino – vokál
- I've Seen That Movie Too
  - Elton John – ének, zongora
  - Dee Murray – basszusgitár
  - Davey Johnstone – akusztikus, elektromos gitár
  - Nigel Olsson – dob
  - Del Newman – hangszerelés
- Sweet Painted Lady
  - Elton John – ének, zongora
  - Dee Murray – basszusgitár
  - Davey Johnstone – akusztikus gitár
  - Nigel Olsson – dob, csörgődob
  - Del Newman – hangszerelés
- The Ballad of Danny Bailey (1909-34)
  - Elton John – ének, zongora
  - Dee Murray – basszusgitár, háttérvokál
  - Davey Johnstone – elektromos gitár, háttérvokál
  - Nigel Olsson – dob, háttérvokál
  - Del Newman – hangszerelés
- Dirty Little Girl
  - Elton John – ének, Leslie zongora, mellotron
  - Dee Murray – basszusgitár
  - Davey Johnstone – elektromos gitár
  - Nigel Olsson – dob
- All the Girls Love Alice
  - Elton John – ének, zongora
  - Dee Murray – basszusgitár
  - Davey Johnstone – elektromos gitár
  - Nigel Olsson – dob
  - David Hentschel – A.R.P. szintetizátor
  - Ray Cooper – csörgődob
  - Kiki Dee – háttérvokál
- Your Sister Can't Twist (But She Can Rock 'n Roll)
  - Elton John – ének, zongora, Farfisa orgona
  - Dee Murray – basszusgitár, háttérvokál
  - Davey Johnstone – elektromos, slide gitár, háttérvokál
  - Nigel Olsson – dob, háttérvokál
- Saturday Night's Alright for Fighting
  - Elton John – ének, zongora
  - Dee Murray – basszusgitár
  - Davey Johnstone – elektromos gitár
  - Nigel Olsson – dob
- Roy Rogers
  - Elton John – ének, zongora
  - Dee Murray – basszusgitár
  - Davey Johnstone – akusztikus, steel gitár
  - Nigel Olsson – dob
  - Del Newman – hangszerelés
- Social Disease
  - Elton John – ének, zongora
  - Dee Murray – basszusgitár
  - Davey Johnstone – elektromos gitár, bendzsó
  - Nigel Olsson – dob
  - Leroy Gomez – szaxofon
- Harmony
  - Elton John – ének, zongora
  - Dee Murray – basszusgitár, háttérvokál
  - Davey Johnstone – akusztikus gitár, háttérvokál
  - Nigel Olsson – dob, háttérvokál
  - Del Newman – hangszerelés